# Dynamiczna wymiana oleju

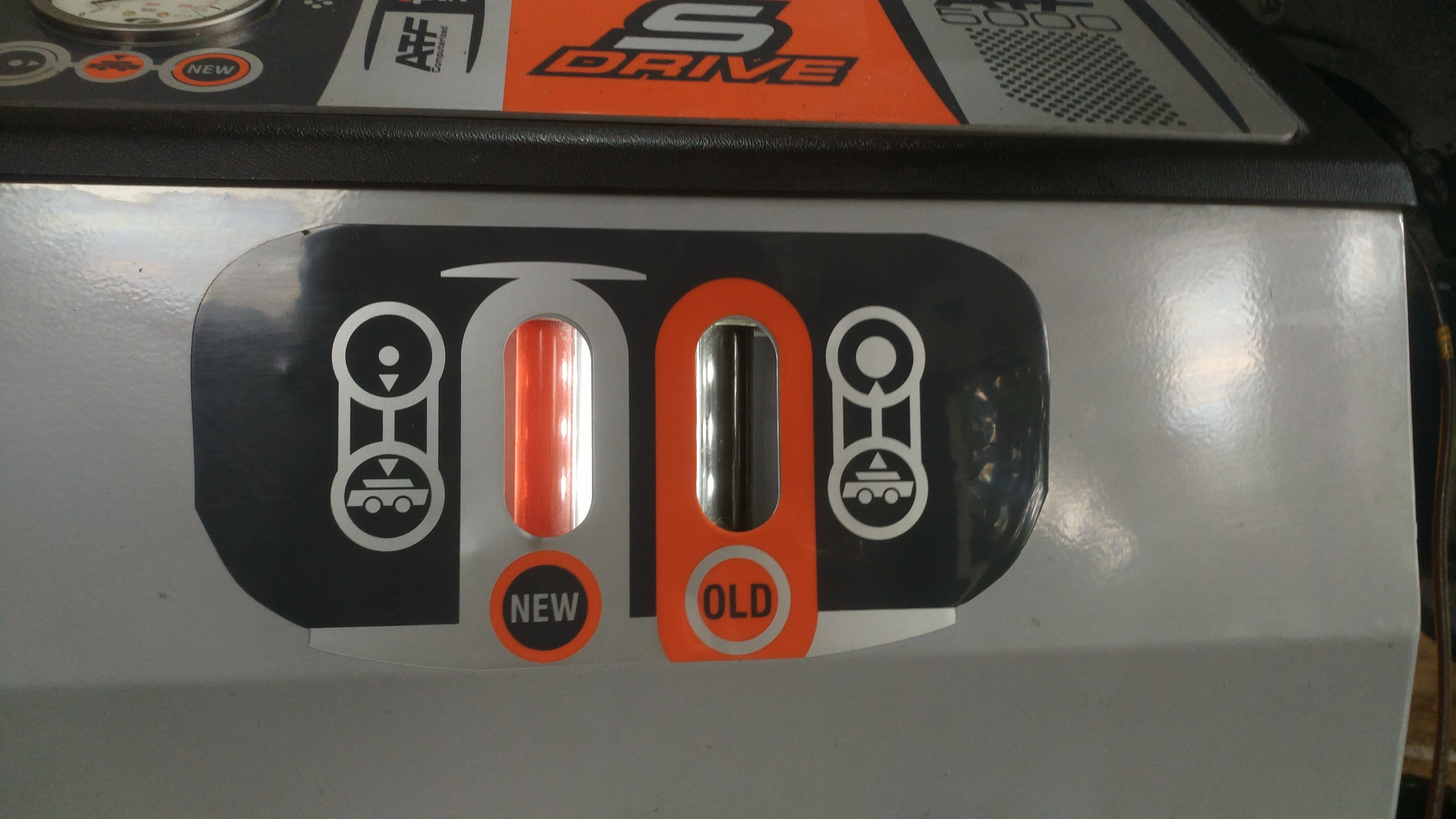
Różnice między nowym i starym olejem w skrzyni biegów

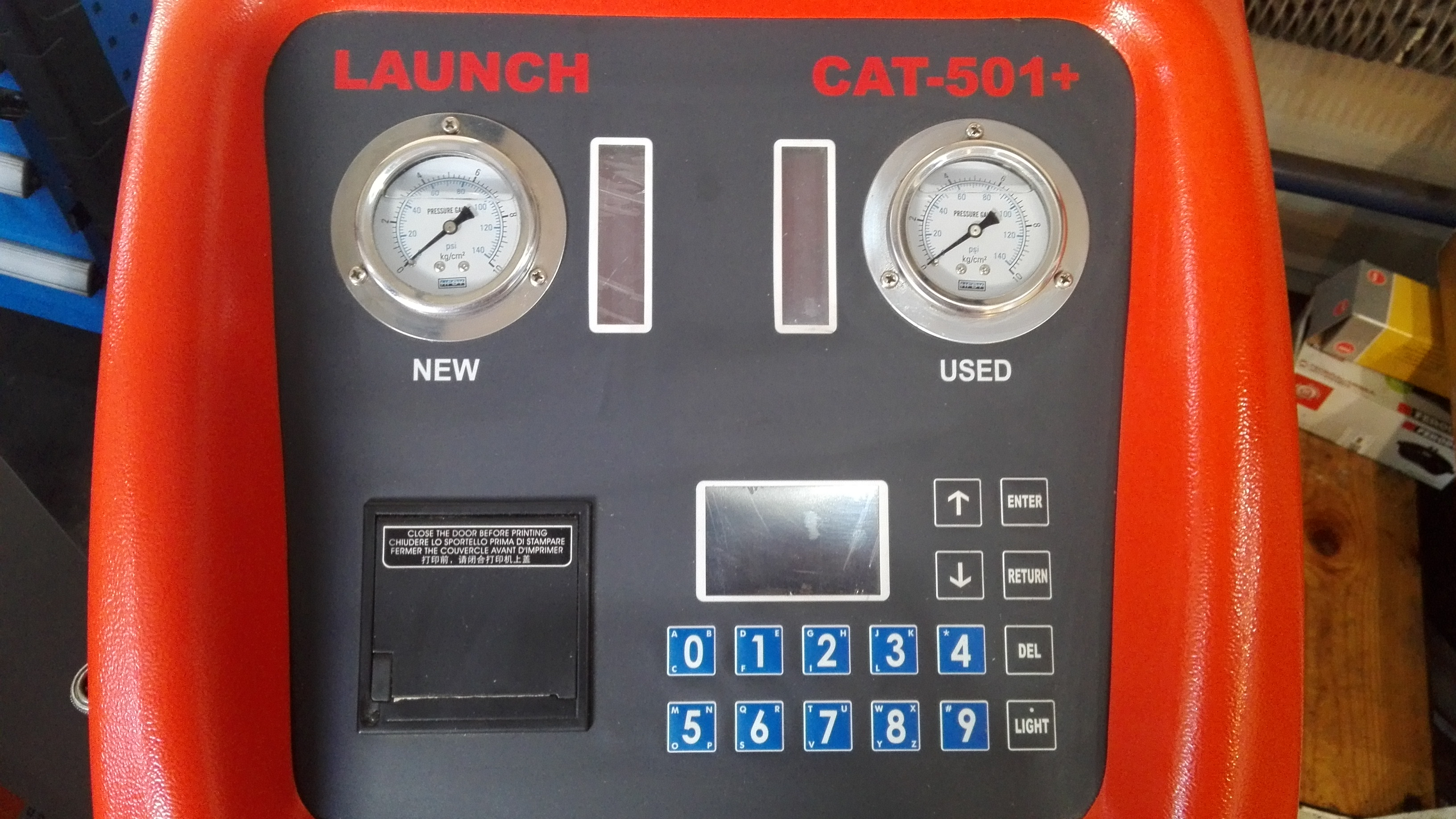
Manometry ukazujące ciśnienie oleju starego oraz nowego

Dynamiczna wymiana oleju – metoda zastąpienia zużytego oleju na nowy w automatycznej skrzyni biegów, zapewniająca – w przeciwieństwie do metody grawitacyjnej (statycznej) – pełną jego wymianę.
Złożona budowa automatycznych skrzyń biegów sprawia, że grawitacyjna (statyczna) wymiana całego oleju ATF jest utrudniona ze względu na dostęp jedynie do jego części znajdującej się w misie olejowej lub na dnie dzwona skrzyni. Metoda grawitacyjna pozwala na wymianę między 30% a 60% całego oleju, który znajduje się w przekładni. Natomiast metoda dynamiczna, przeprowadzana na uruchomionym silniku, daje możliwość wymiany całego oleju (ze skrzyni biegów, chłodnicy oleju oraz przekładni hydrokinetycznej). Jedynie Mercedes-Benz stosował metodę statyczną w automatycznych skrzyniach biegów montowanych w mercedesach z lat 70. i 80. XX wieku (zlewanie zużytego oleju wykonywano poprzez korek spustowy znajdujący się w przekładni hydrokinetycznej). Wymianę dynamiczną można stosować nie tylko w skrzyniach automatycznych z przekładnią hydrokinetyczną, ale również w tzw. bezstopniowych (CVT) i dwu sprzęgłowych ze sprzęgłami mokrymi.
Wymianę metodą dynamiczną przeprowadza się przy pomocy specjalistycznego urządzenia, które zostaje wpięte w obieg olejowy skrzyni biegów (pomiędzy wyjście na chłodnicę oleju a wlew). Działanie urządzenia polega na przepompowaniu oleju (zużytego na nowy) wraz z użyciem środków czyszczących i dodatków uszlachetniających olej.